# SN 2005cx
SN 2005cx – supernowa typu Ia odkryta 15 lipca 2005 roku w galaktyce IC 178. W momencie odkrycia miała maksymalną jasność 15,50m.